# Irina Moschewitina
Irina Witaljewna Moschewitina (russisch Ирина Витальевна Можевитина; * 22. Juli 1985 in Ridder) ist eine kasachische Biathletin.
Irina Moschewitina betreibt seit 1996 Biathlon und machte ihre ersten Schritte auf der internationalen Bühne bei den Juniorenweltmeisterschaften im Sommerbiathlon 2000 in Chanty-Mansijsk. Hier gewann sie mit Wiktorija Afanassjewa und Olga Dudtschenko, der Tochter ihres Trainers Michail Dudtschenko, die Bronzemedaille. Ihre nächsten Auftritte bei internationalen Turnieren waren bei den Juniorenweltmeisterschaften im Biathlon 2001, ebenfalls in Chanty-Mansijsk und 2002 in Ridnaun. Bestes Ergebnis war ein sechster Staffelplatz in Ridnaun. 2003 debütierte Moschewitna in Forni Avoltri im Europacup. Bei einem Sprintrennen wurde sie 16. in diesem Jahr trat sie auch erstmals bei Seniorenweltmeisterschaften – wiederum in Chanty-Mansijsk – an und wurde 77. im Sprint.
In der Saison 2003/04 gab sie nach guten Platzierungen im Europacup in Osrblie als 75. im Einzel ihr Debüt im Biathlon-Weltcup. Höhepunkt der Saison wurden jedoch die Juniorenweltmeisterschaften in Haute-Maurienne. Hier gewann sie Gold in der Verfolgung sowie Bronze im Sprint und im Einzel. Die 2004er Weltmeisterschaften in Oberhof sowie die Weltmeisterschaften im Sommerbiathlon in Turin verliefen inklusive einer Überrundung und einer Disqualifikation sehr unbefriedigend. Deshalb musste sie in der Saison 2004/05 erneut im Europacup beginnen, gewann auch sofort das Einzel in Geilo und belegte meist einstellige Platzierungen.
2005 trat sie noch einmal bei den Junioreneuropameisterschaften an und gewann hinter Paulina Bobak Silber im Einzel. Zum Ende der Saison gewann sie in Gurnigel mit dem Sprintrennen einen zweiten Europacup. Bei den folgenden Juniorenweltmeisterschaften in Kontiolahti belegte sie in allen vier Rennen Plätze zwischen acht und elf. Seit der Saison 2005/06 wechselt Moschewitina immer wieder zwischen Europa- und Weltcup. Höhepunkt ihrer Seniorenkarriere wurde ein 19. Platz im Einzel bei den Biathlon-Weltmeisterschaften 2007 in Antholz.

## Biathlon-Weltcup-Platzierungen
Die Tabelle zeigt alle Platzierungen (je nach Austragungsjahr einschließlich Olympische Spiele und Weltmeisterschaften).
- 1.–3. Platz: Anzahl der Podiumsplatzierungen
- Top 10: Anzahl der Platzierungen unter den ersten zehn (einschließlich Podium)
- Punkteränge: Anzahl der Platzierungen innerhalb der Punkteränge (einschließlich Podium und Top 10)
- Starts: Anzahl gelaufener Rennen in der jeweiligen Disziplin
- Staffel: inklusive Mixed- und Single-Mixed-Staffeln

| Platzierung                      | Einzel | Sprint | Verfolgung | Massenstart | Staffel | Gesamt |
| -------------------------------- | ------ | ------ | ---------- | ----------- | ------- | ------ |
| 1. Platz                         |        |        |            |             |         |        |
| 2. Platz                         |        |        |            |             |         |        |
| 3. Platz                         |        |        |            |             |         |        |
| Top 10                           |        |        |            |             |         |        |
| Punkteränge                      | 1      |        |            |             | 16      | 17     |
| Starts                           | 11     | 19     | 2          |             | 16      | 48     |
| Stand: nach der Saison 2009/2010 |        |        |            |             |         |        |

## Weblink
- Irina Moschewitina in der Datenbank der IBU (englisch)

| Personendaten    | Personendaten |
| ---------------- | --- |
| NAME             | Moschewitina, Irina |
| ALTERNATIVNAMEN  | Moschewitina, Irina Witaljewna; Mozhevitina, Irina; Можевитина, Ирина Витальевна; Можевитина, Инна Витальевна (russisch) |
| KURZBESCHREIBUNG | kasachische Biathletin                                                                                                   |
| GEBURTSDATUM     | 22. Juli 1985 |
| GEBURTSORT       | Ridder |